# El Serradell (Castellar del Vallès)
El Serradell és una serra situada al municipi de Castellar del Vallès a la comarca del Vallès Occidental, amb una elevació màxima de 608 metres.